# Franz Nietlispach
Franz Nietlispach, né le 2 avril 1958 à Muri, est un champion suisse d'athlétisme handisport.

## Biographie
Franz Nietlispach est l'avant-dernier d'une famille de 12 enfants (8 sœurs et 3 frères) qui est devenu paraplégique à la suite d'une chute d'un arbre en 1973, à l'âge de 15 ans. Il s'est marié en 1985 et a deux enfants, nés en 1990 et 1994.
Franz Nietlispach est le responsable du département de marketing sportif de Novartis.

## Carrière sportive
Franz Nietlispach a pris part à tous les Jeux Paralympiques de 1976 à 2008, devenant le coureur en fauteuil roulant (athlétisme) le plus titré de l'histoire paralympique. Il a remporté 14 médailles d'or, 6 d'argent et 1 de bronze en athlétisme, ainsi qu'une autre de bronze en para-cyclisme.